# 名古屋市立平和が丘小学校
名古屋市立平和が丘小学校（なごやしりつ へいわがおかしょうがっこう）は、愛知県名古屋市名東区平和が丘一丁目にある公立小学校。

## 概要
- 桜が丘、平和が丘一丁目、平和が丘二丁目、平和が丘三丁目、平和が丘四丁目、平和が丘五丁目などが通学区域であり、公立中学校の進学先は名古屋市立猪子石中学校である[1]。

## 沿革
当初は名古屋市立蓬来小学校の分校として計画されたが、開設と同時に蓬来小学校から分離独立し、開校している。
- 1979年（昭和54年）4月 - 名古屋市立蓬来小学校の分校として計画され、校舎建設着工する。
- 1980年（昭和55年）4月 - 開設と同時に蓬来小学校から分離独立し、名古屋市立平和が丘小学校として開校する。
- 1984年（昭和59年）5月 - 平和公園の一部と一体化し、平和が丘学校公園が完成する。
- 2011年（平成23年） - 体育館棟改修工事。
- 2016年（平成28年） - 南校舎改修工事。

## 交通アクセス
- 名古屋市営地下鉄名城線自由ヶ丘駅下車、徒歩約22分。
- 名古屋市営バス【幹一社1号系統】、【星丘11号系統】、【池下11号系統】、【名東巡回系統】「猪高車庫」より徒歩約5分。

## 周辺施設
- 愛知東邦大学
- 東邦高等学校
- 愛知中学校・高等学校
- 愛知県立名古屋聾学校
- 名古屋市立猪子石中学校
- 名古屋市立蓬来小学校
- 名古屋市立宮根小学校
- 平和公園
- ハローワーク名古屋東
- ショッピングセンターコスモ